# Liops inermis
Liops inermis is een hooiwagen uit de familie Gonyleptidae.